# Zeď nářků

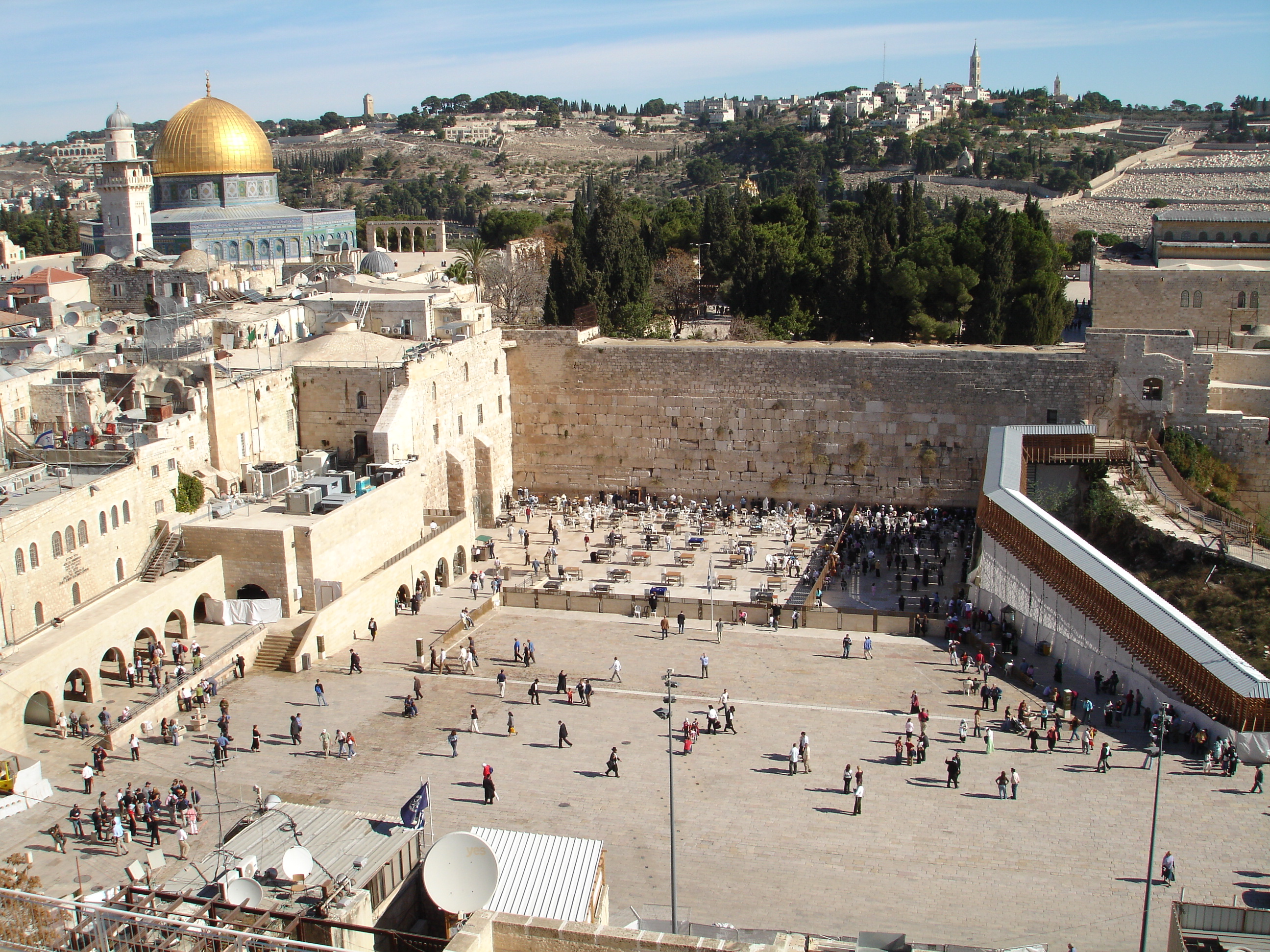
Pohled na Zeď nářků

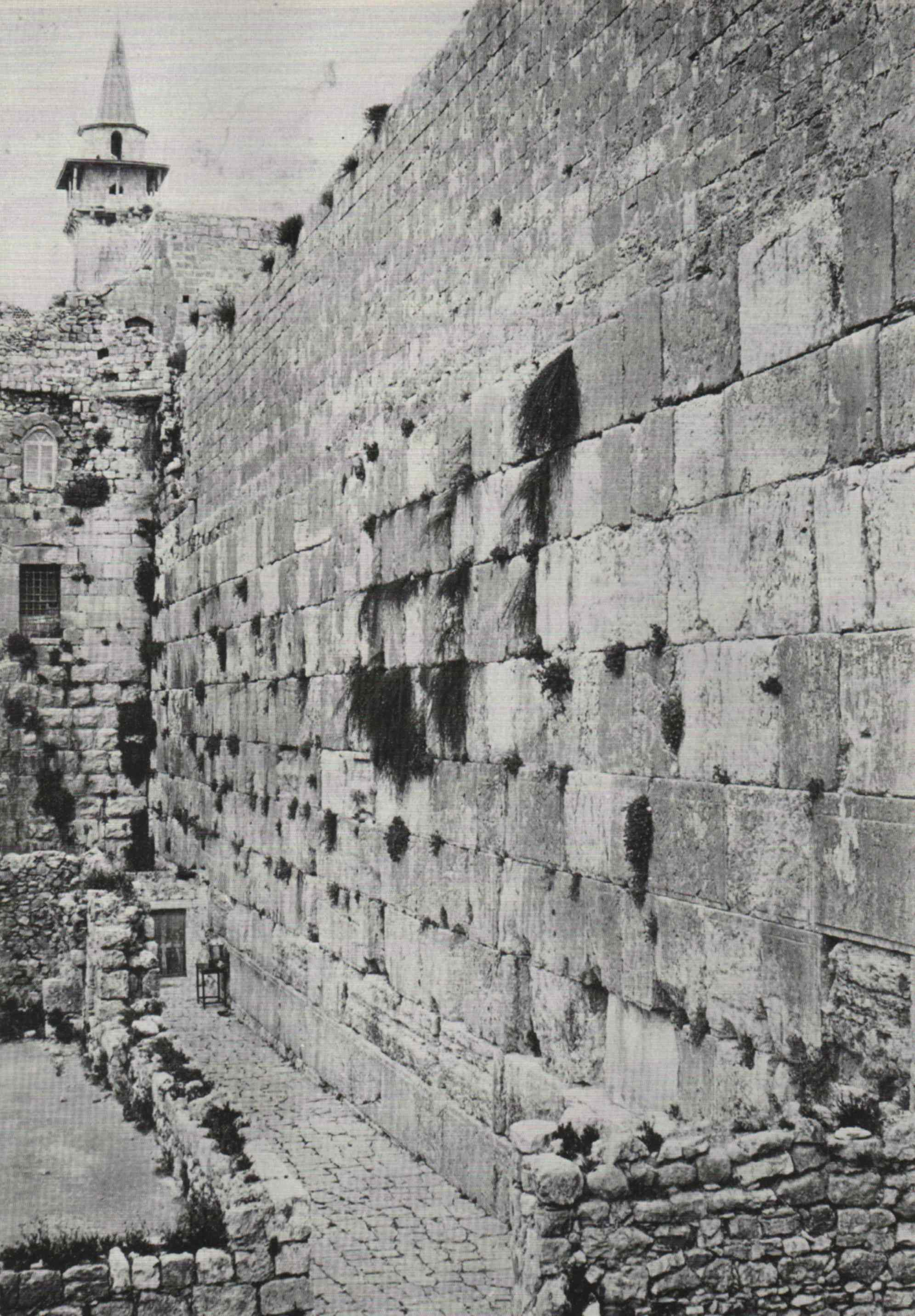
Zeď nářků v roce 1870

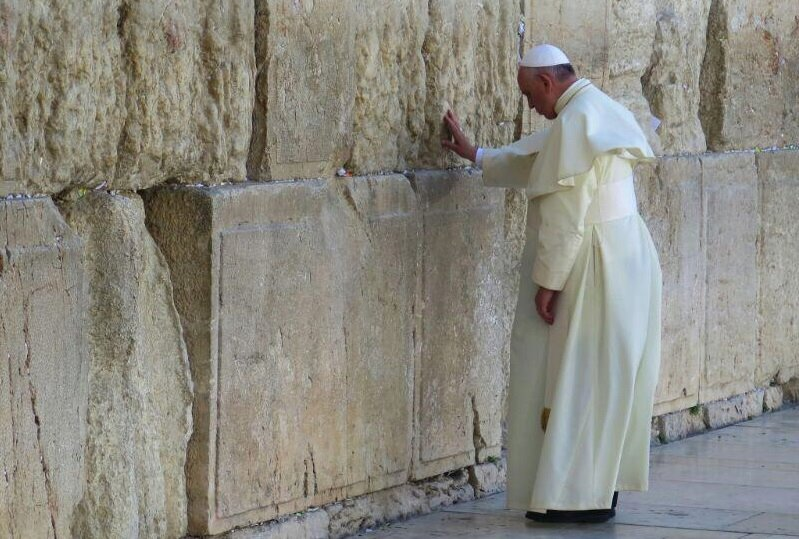
Papež František u Zdi nářků

Zeď nářků, správně nazývaná Západní zeď (hebrejsky  הכותל המערבי‎, ha-Kotel ha-ma'aravi), je pozůstatkem západní části vnější hradby, která ke konci období druhého jeruzalémského chrámu obklopovala Chrámovou horu. Dnes je to nejposvátnější místo židů, zároveň je však Zeď nářků také místem smutku nad zničením chrámu.
Ke zdi přichází mnoho (nejen židovských) poutníků z celého světa, aby zde vyslovili své modlitby. To bývá mnohdy provázeno zvykem, při kterém je modlitba napsaná na papírovém lístku vsunuta mezi kameny, z nichž je zeď vybudována. Velmi často se na tomto místě odehrává také obřad bar micva.

## Historie a tradice

### Původ
Zeď z velkých vápencových kvádrů vznikla při velkorysých úpravách chrámové hory za vlády judského krále Heroda Velikého, která začal kolem roku 19 př. n . l.

### Význam zdi
Zeď nářků je pozůstatkem vnějších hradeb jeruzalémského chrámu, které nechal rozšířit Herodes Veliký. Po zničení Jeruzaléma římským vojskem v první židovské válce (roku 70 n. l.) zůstala většina zdi pohřbena pod úrovní terénu, kromě Zdi nářků a Malé zdi. Mnohé části hradby jsou dnes také často součástí domů muslimské čtvrti, které jsou ke zdi přistavěny.
Podle rabínské tradice však šechina (Hospodinovo přebývání) ani po zničení chrámu neopustila západní zeď, tedy západní hradbu chrámu, jejíž je Zeď nářků částí. Židům tak toto místo zůstalo nejposvátnějším.

### Historie modliteb u zdi

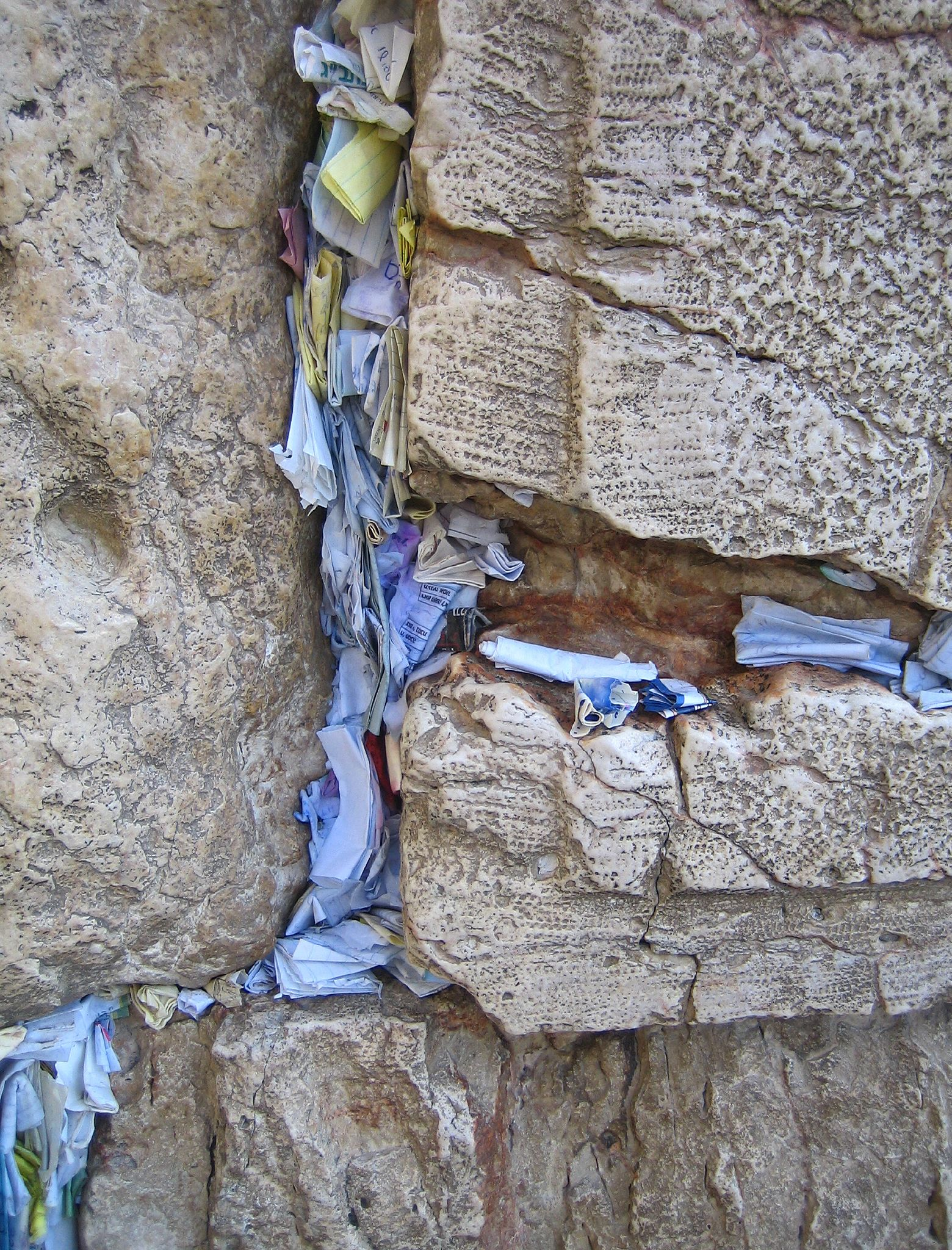
Modlitby zapsané na lístky a vložené mezi kameny Zdi nářků

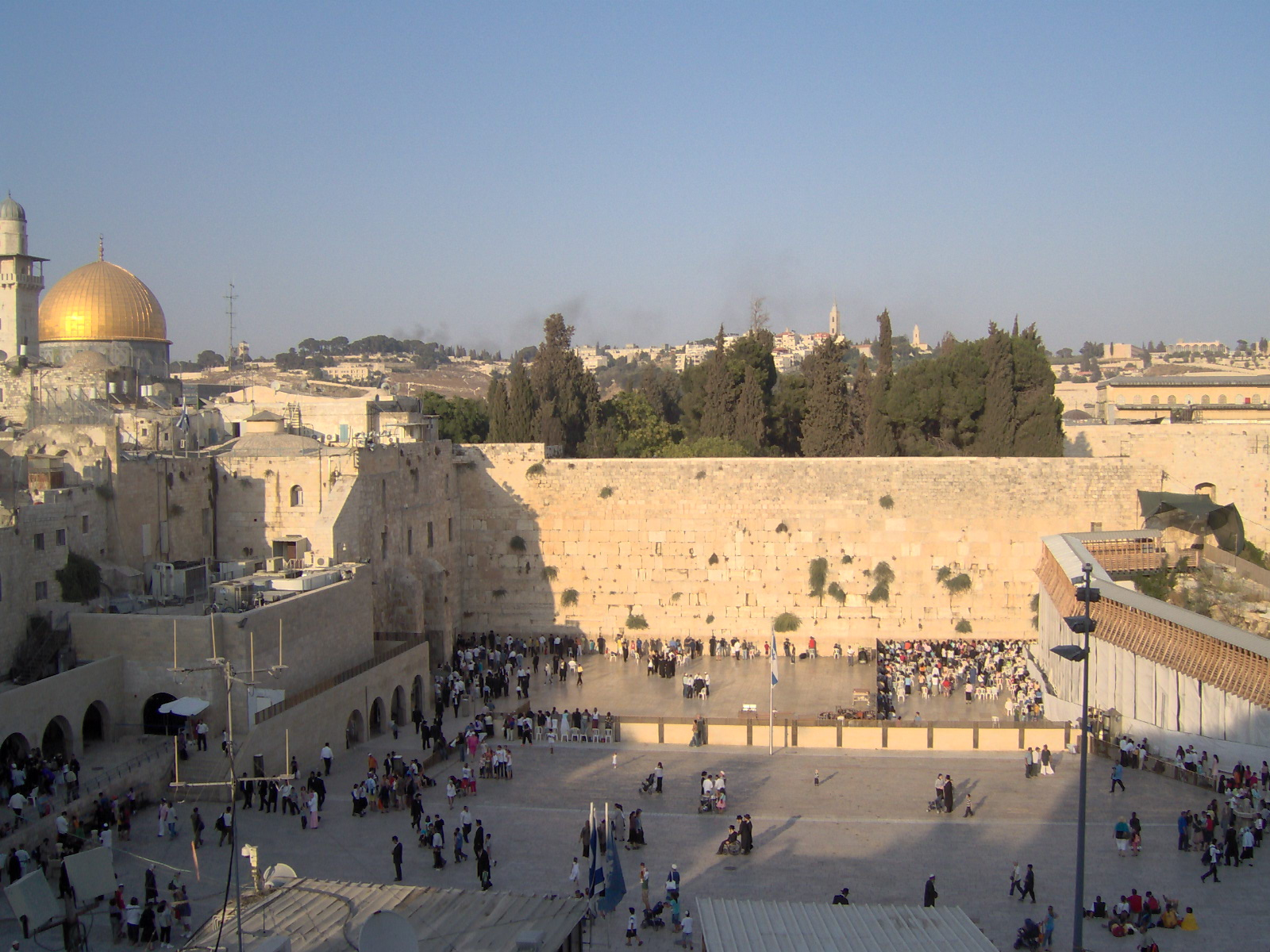
Zeď nářků, v pozadí Olivová hora

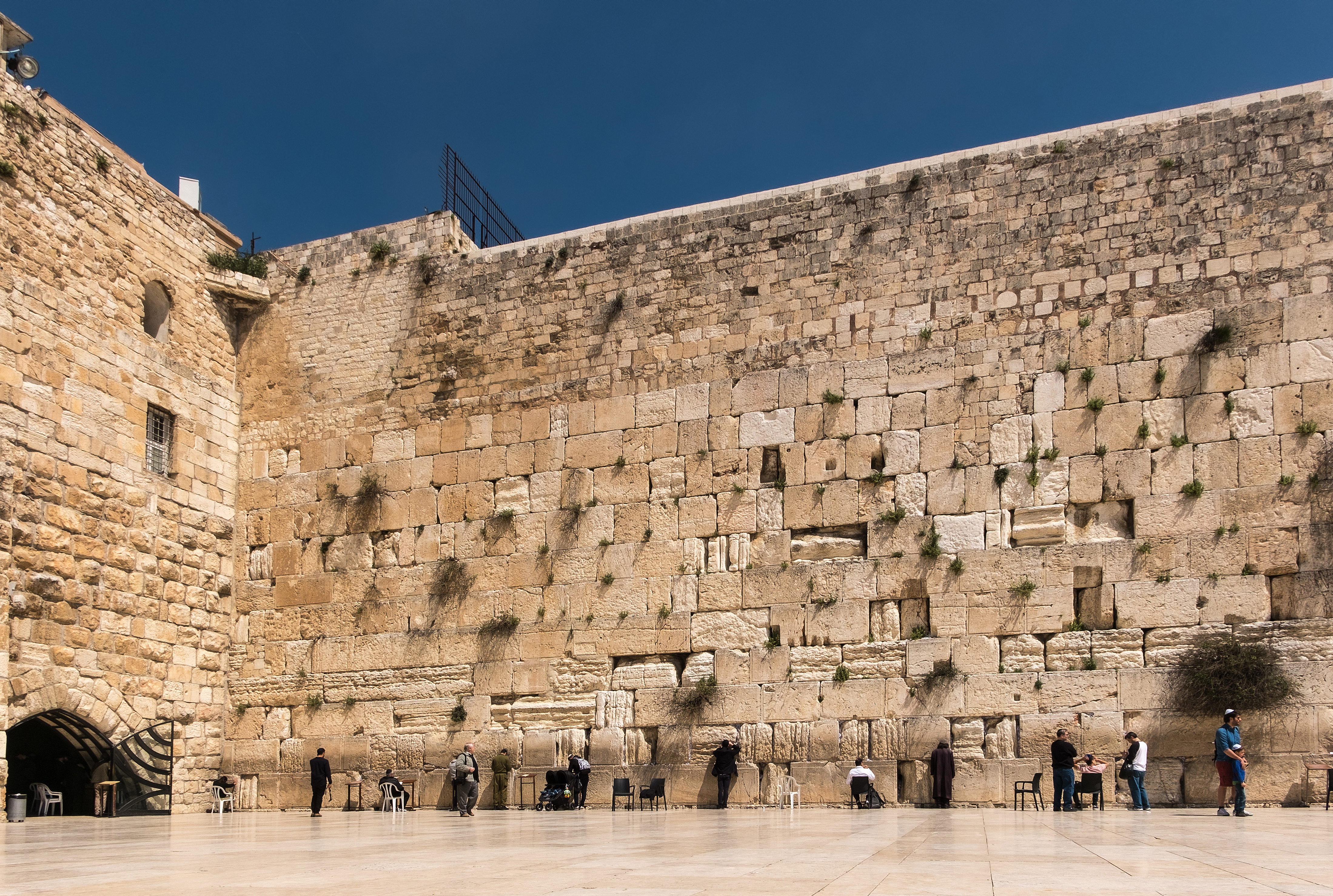
Modlitba u Zdi nářků

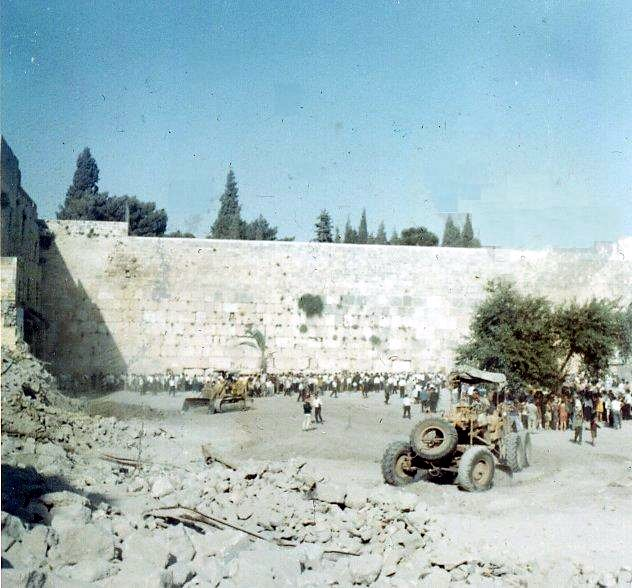
Úklid před zdí nářků, červenec 1967

První zmínka o smutečních modlitbách Židů na tomto místě se nachází ve vyprávění poutníka z Bordeaux, který do Jeruzaléma dorazil roku 333:
| „ | Nachází se zde dvě Hadriánovy sochy, a nedaleko soch děrovaný kámen, ke kterému každoročně přicházejí Židé a pomazávají jej olejem. Se sténáním nad sebou naříkají, trhají svůj šat a pak odcházejí. | “ |

To vše vrcholilo, jak tomu vše naznačuje, ve smutečních obřadech o tiš'a be-av. O výšce „děrovaného kamene“ není nic známo, jen o umístění víme, že stál přesně v místech jihozápadního rohu Chrámové hory.
Ve stejném období byla na Židy uvalena omezení ohledně Jeruzaléma, takže se Židé shromažďovali na úpatí Olivové hory, ze které bylo možné vidět Chrámovou horu. Židé připisovali jedinečnou hodnotu východní části hradeb Chrámové hory, protože právě z ní vycházel velekněz a jeho pomocníci v době chrámu, aby provedli oběť červené krávy.
Roku 638 byl Jeruzalém dobyt muslimy a Chrámová hora byla opět upravována – byly na ní vystavěny mešity, které tam stojí dodnes. Sultán rovněž dovolil Židům bydlet v Jeruzalémě. V tomto období vykrystalizoval zvyk modliteb na jihovýchodě hradeb Chrámové hory. Na těchto zdech byly nalezeny nápisy obsahující jména Židů, kteří je zhotovili.
Obvyklé české pojmenování Zdi jako Zeď nářků je převzato od Arabů, kteří toto místo takto pojmenovali podle Židů, kteří se ke Zdi přicházeli modlit a oplakávat zničení chrámu. V hebrejštině se používá název Západní zeď (tj. západní zeď chrámu).
Benjamín z Tudely, který navštívil Jeruzalém na konci 12. stol., připomíná místo naproti Skalnímu dómu: „…západní zeď, jediná ze zdí, které byly v chrámu ve velesvatyni, nazývají ji Brána milosrdenství a přicházejí k ní Židé, aby se u ní modlili o pomoc“. Podobný popis se objevuje v knize Jeruzalémská cesta, napsané roku 1333.
První zmínka, kterou lze s jistotou přiřadit k místu dnes nazývanému Zeď nářků, pochází z roku 1488. V průběhu 15. stol. hojně přibývá zmínek v cestopisech židovských i karaitských poutníků. Brzy po dobytí Jeruzaléma Osmany (1517) přikázal sultán přestavět město a také povzbudil židy, vyhnané roku 1492 ze Španělska, aby se usazovali po celé říši, zejména pak v Izraeli. Sultán Süleymân I. dal dokonce zbořit několik domů těsně při Zdi, aby k ní židovským věřícím umožnil přístup. Proto mnozí židé mohli přicházet ke zdi a učinit tak z ní trvalé místo modlitby.

### Muslimská tradice
V muslimské tradici je Zeď nářků ztotožňována s místem nazývaném „al-Burák“, na kterém uvázal prorok Mohamed své zázračné zvíře a pak vystoupil na nebe z místa, kde nyní stojí mešita al-Aksá. To je však velmi diskutabilní. Mešita al-Aksá totiž leží u jižní, nikoli západní zdi. Vše nasvědčuje tomu, že tato tradice vznikla až na počátku 20. stol. (dřívější doklady neexistují), navíc spojení mezi al-Burák a Zdí nářků není obsaženo ani v Encyklopedii islámu. Tato čerstvá tradice nicméně posloužila jeruzalémskému muftímu Mohammadu Amínu al-Husajnímu, aby požadoval v období britského mandátu vlastnictví Zdi nářků.

### Období po šestidenní válce
Zeď nářků přešla během šestidenní války pod vládu Izraele a od té doby je znovu, po dvou desetiletích jordánské nadvlády, během které ke zdi Židé nesměli, přístupna Židům i Nežidům. Po válce byla zbořena čtvrť Mughrabi, která stála naproti zdi, a na jejím místě bylo vybudováno náměstí pro modlící se a návštěvníky. Prostor náměstí u Zdi nářků je považován za „synagogu“, a při vstupu na náměstí je proto požadováno pokrytí hlavy, stejně jako oddělení mužů a žen.